# Elsa Pataky
Elsa Lafuente Medianu, més coneguda pel nom artístic d'Elsa Pataky, (Madrid, 18 de juliol de 1976) és una model i actriu de cinema i sèries de televisió espanyola.
Va donar el salt a la fama pel seu paper de Raquel Alonso a la sèrie original de Telecinco Espanya, Al salir de clase. Pataky també va protagonitzar les pel·lícules que la portarien a la fama com a actriu en Ninette, Serpientes en el avión i Fast Five. Es va estrenar el 2011 com a productora cinematogràfica amb la pel·lícula The Wine of Summer, en la qual també és protagonista.
Col·labora activament en la lluita contra el càncer de mama a la Fundació Sandra Ibarra de Solidaritat Enfront del Càncer i la Fundació d'Investigació Oncològica FERO a Espanya.

## Biografia

### Primers anys i la seva família
Elsa Pataky va néixer i va créixer a Madrid, Espanya, filla de José Francisco Lafuente, un bioquímic espanyol, i Cristina Medianu, una publicista romanesa. Els seus pares es van separar quan ella tenia 4 anys assumint la seva custòdia el seu pare, fins que, als 14 anys, la mateixa Elsa va decidir anar a viure amb la seva mare. Elsa té orígens romanesos i hongaresos.
Té un germà petit per part de la seva mare, el productor de cinema Cristian Prieto Medianu. Va ser el seu avi matern, un actor de teatre romanès, qui li va fer descobrir l'afició per la interpretació. En honor d'ell, va adoptar el cognom del seu avi, "Pataky", per llançar-se com a actriu.

### Estudis
Elsa va estudiar periodisme a la Universitat CEU San Pablo de Madrid i es va instruir com a actriu amb Ángel Gutiérrez al Teatre Cambra i al Centre Cultural de Las Rozas. Més tard va ampliar els seus estudis amb Paco Pino.
A més de parlar en castellà i romanès, les seves llengües maternes, parla amb fluïdesa l'anglès, l'italià i el francès.

### Vida íntima
El 2004 es va mudar des de Madrid a Los Angeles, Califòrnia, per seguir amb la seva carrera a la meca del cinema. Tot i segueix sent el seu lloc de residència, passa llargues temporades residint en altres països per treball.

#### Matrimoni
El setembre del 2010, en la inauguració del Museu d'Art del Comtat de Los Angeles, a Califòrnia, va aparèixer acompanyada de l'actor australià Chris Hemsworth, donant a conèixer públicament la relació que havien portat en secret durant mesos.
El 25 de desembre de 2010, Chris Hemsworth i Elsa Pataky celebraven en secret el seu casament en una illa d'Indonèsia.

#### Fills/es
L'11 de maig del 2012, naixia al barri londinenc de Notting Hill, a Anglaterra, la primera filla d'Elsa Pataky i Chris Hemsworth: Índia Rose Hemsworth.

## Model
L'estiu de 2000, va signar un contracte publicitari amb l'empresa Nestlé per a la promoció de gelats i va aparèixer a la portada de la revista Doble Zero el 2001.
L'any 2003 va aparèixer en l'edició espanyola de la revista Playboy, en unes fotografies en blanc i negre on apareix nua. El 2004 va aparèixer a la portada de la revista Maxim entre d'altres.
El 2005 va ser triada per anunciar la Guia Campsa juntament amb Fernando Tejero i va aparèixer a la portada de la revista MAN, GQ el 2006, Elle el 2007, entre d'altres.
El 2008, va signar la campanya publicitària per promocionar la col·lecció de rellotges de Time Force. El 2009 va protagonitzar una espectacular portada per a la revista Elle on apareixia recoberta amb centenars de Cristalls de Swarovski i una altra portada de luxe per Elle en què apareixia sense maquillar i sense retocs, aquest any també va aparèixer en altres portades de les revistes Citizen K, Hola!, Magazine entre d'altres.
El 2010 va aparèixer a la portada de les revistes Glamour i Cosmopolitan entre d'altres. El 2010 apareixia en exclusiva a la portada de la revista Hola! vestida de núvia, anunciant el seu casament secret en una illa del Pacífic amb l'actor australià Chris Hemsworth i el 2011 va sortir una altra vegada a Hola! anunciant el seu primer embaràs. Durant la recta final d'aquest embaràs, va realitzar una sessió per a la revista Vogue.

## Productora
Es va estrenar el 2011 amb la pel·lícula The Wine of Summer com a productora cinematogràfica en la qual també era protagonista. Pel·lícula gravada entre Espanya i Los Angeles.

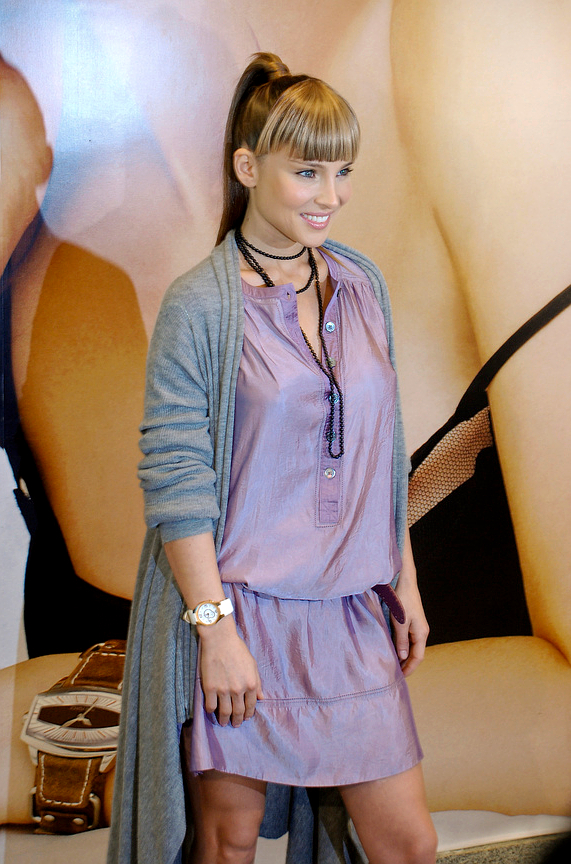
Elsa en una presentació (2007)

## Actriu
Va començar la seva carrera com a actriu des de molt aviat gravant episodis al voltant de l'any 1997 aproximadament, de la sèrie de televisió Al salir de clase i en el curt Solo en la buhardilla. Des de llavors no ha deixat de treballar protagonitzant desenes de pel·lícules:
El 1999 es va estrenar als llargmetratges amb la pel·lícula Clara. Aquest mateix any va aparèixer a Tatawo, de Jo Sol, i poc després va arribar el seu primer gran èxit, el thriller juvenil d'Álvaro Fernández Armero titulat El arte de morir, que va protagonitzar al costat d'altres joves actors de moda com Fele Martínez i Gustavo Salmerón.
També va protagonitzar les comèdies Menos es más de Pascal Jongen, Noche de Reyes de Miguel Bardem, Sin noticias de Dios d'Agustín Díaz Yanes o l'absurda Peor imposible de David Blanco i José Semprún.
El 2003 va estrenar El furgón, Atraco a las 3... y media i la pel·lícula de terror Beyond Re-Animator.
Encara que la seva carrera sembla centrada en el cinema, Elsa Pataky no ha deixat de col·laborar en televisió per a participar en la sèrie Tio Willy, en una producció televisiva  canadenca anomenada Queen of Swords i en Los Serrano.
El 2005 protagonitza la versió cinematogràfica de  Ninette de Miguel Mihura, dirigida per José Luis Garci.
El 2006 dona el seu salt a Hollywood amb un breu paper a la pel·lícula protagonitzada per Samuel L. Jackson, Serpientes en el avión.
El 2007 va gravar a Espanya Santos, una comèdia romàntica sobre la fi del món, amb Guillermo Toledo, Javier Gutiérrez i Leonardo Sbaraglia, on donava vida a Laura Lluna. A fi d'aquest any, comença el rodatge d'una nova pel·lícula als Estats Units, Give'em hell, Malone, una cinta d'acció independent, dirigida per Russell Mulcahy, el director de pel·lícules com Resident Evil: Extinció o el segon lliurament de El Rei Escorpí.
Al febrer de 2008 va iniciar els enregistraments de la pel·lícula Máncora, dirigida per Ricardo de Motreuil. La pel·lícula es va estrenar el 3 de setembre de 2008 a la ciutat de Lima, Perú.
El 2009 i 2010 va participar en la pel·lícula anglesa Mr Nice al costat de Luis Tosar, va rodar la pel·lícula de Bigas Luna, Di Di Hollywood, que es va rodar entre els estudis cinematogràfics Ciutat de la Llum d'Alacant i Los Angeles, en la qual va interpretar a una actriu espanyola que triomfa a Hollywood. També el 2009 va gravar una participació per a la sèrie mexicana Dones assassines. Va ser seleccionada per interpretar el personatge de Sigrid a la pel·lícula El Capitán Trueno i el Sant Grial, però es va veure obligada a abandonar el projecte a causa d'altres compromisos.
El 2011 va protagonitzar el cinquè lliurament de la pel·lícula d'acció estatunidenca Fast Five, la catalana Floquet de Neu i l'estatunidenca Where the Road Meets the Sun.
L'any 2011 ha treballat en dues pel·lícules, la nord-americana The Wine of Summer, en què s'ha estrenat com a productora cinematogràfica, i la britànica All Things to All Men.

## Filmografia

### Pel·lícules
| Any  | Títol                             | Paper                        | Notes                  |
| ---- | --------------------------------- | ---------------------------- | ---------------------- |
| 1997 | Solo en la buhardilla             | Chica revista                | Curtmetratge           |
| 2000 | El arte de morir                  | Candela                      | [ 9 ]                  |
| 2000 | Tatawo                            | Blanqui                      | [ 9 ]                  |
| 2000 | Menos es más                      | Diana                        | [ 9 ]                  |
| 2001 | Sin noticias de Dios              | Cambrera de l'infern         |                        |
| 2001 | Noche de Reyes                    | Marta Cuspineda              | [ 9 ]                  |
| 2002 | Peor imposible ¿qué puede fallar? | Fátima                       | [ 9 ]                  |
| 2003 | Beyond Re-Animator                | Laura Olney                  |                        |
| 2003 | El furgón                         | Nina                         | [ 9 ]                  |
| 2003 | Atraco a las 3... y media         | Katya                        | [ 9 ]                  |
| 2004 | Romasanta: la caza de la bestia   | Barbara                      |                        |
| 2004 | Tiovivo c. 1950                   | Balbina                      |                        |
| 2005 | Iznogoud                          | Prehti-Ouhman                |                        |
| 2005 | Arquitectura efímera deconstruida | Vídeo 'Retorciendo palabras' | Directe a vídeo        |
| 2005 | Ninette                           | Alejandra 'Ninette'          |                        |
| 2006 | Serps a l'avió                    | Maria                        |                        |
| 2007 | Manuale d'amore 2                 | Cecilia                      |                        |
| 2008 | Máncora                           | Ximena Saavedra              | [ 9 ]                  |
| 2008 | Skate or Die                      | Dany                         |                        |
| 2008 | Santos                            | Laura Luna                   | [ 9 ]                  |
| 2009 | Giallo                            | Celine                       |                        |
| 2010 | Mr. Nice                          | Ilza Kadegis                 |                        |
| 2010 | Give 'Em Hell, Malone             | Evelyn                       |                        |
| 2010 | Di Di Hollywood                   | Diana Díaz 'Di Di'           |                        |
| 2011 | La importancia de ser Ornesto     | Elsa                         | Curtmetratge           |
| 2011 | Fast Five                         | Elena Neves                  |                        |
| 2011 | Where the Road Meets the Sun      | Michelle                     | [ 11 ]                 |
| 2011 | Floquet de neu                    | Bruixa del Nord              | [ 9 ]                  |
| 2013 | Thor: The Dark World              | Jane Foster                  | Escena post-crèdits    |
| 2013 | All Things to All Men             | Sophia Peters                |                        |
| 2013 | The Wine of Summer                | Veronica                     | També com a productora |
| 2013 | Fast & Furious 6                  | Elena Neves                  |                        |
| 2015 | Furious 7                         | Elena Neves                  |                        |
| 2017 | The Fate of the Furious           | Elena Neves                  | [ 13 ]                 |
| 2018 | 12 Strong                         | Jean Nelson                  |                        |
| 2022 | Interceptor                       | J.J. Collins                 |                        |
| 2022 | Thor: Love and Thunder            | Dona llop                    |                        |

### Sèries de televisió
| Any       | Títol                                       | Paper             | Notes                              |
| --------- | ------------------------------------------- | ----------------- | ---------------------------------- |
| 1997      | Al salir de clase                           | Raquel Alonso     | 192 episodis                       |
| 1998      | Tío Willy                                   |                   | 1 episodi                          |
| 1998      | La vida en el aire                          |                   | 13 episodis                        |
| 2000      | Hospital Central                            | Maribel           | 2 episodis                         |
| 2000-2001 | Reina de espadas                            | Vera Hidalgo      | 14 episodis                        |
| 2002      | Rebelde Way                                 | Estrella          | Participació especial              |
| 2002      | Paraíso                                     | Luisa             | Episodi: "El cebo"                 |
| 2003      | 7 vidas                                     | Cristina          | Episodi: "La jaula de las locas"   |
| 2003-2004 | Los Serrano                                 | Raquel Albaladejo | 11 episodis                        |
| 2005      | Películas para no dormir: Cuento de Navidad | Ekran             | telefilm                           |
| 2009      | Mujeres asesinas                            | Paula Moncada     | Episodi: "Ana y Paula, ultrajadas" |
| 2018      | Tidelands                                   | Adrielle Cuthbert | Paper protagònic                   |

## Premis i nominacions
| Any  | Premi                       | Categoria                          | Obra      | Resultat   |
| ---- | --------------------------- | ---------------------------------- | --------- | ---------- |
| 2002 | Premis Gredos               | Millor promesa del cinema espanyol | -         | Guanyadora |
| 2010 | Festival de Cinema de Capri | Millor actriu                      | Giallo    | Guanyadora |
| 2011 | Premis People en Castellà   | Millor crossover                   | Fast Five | Nominada   |
| 2011 | TOP Glamour                 | Premi per la carrera internacional | -         | Guanyadora |
| 2013 | Premis Yo Dona              | Millor tasca professional          | -         | Guanyadora |